# Cameraria hamameliella
Cameraria hamameliella är en fjärilsart som först beskrevs av August Busck 1903.  Cameraria hamameliella ingår i släktet Cameraria och familjen styltmalar. Inga underarter finns listade i Catalogue of Life.